# IC 4697
IC 4697 је спирална галаксија у сазвјежђу Херкул која се налази на листи објеката дубоког неба у Индекс каталогу.
Деклинација објекта је + 25° 25' 38" а ректасцензија 18h 12m 27,0s. Привидна величина (магнитуда) објекта IC 4697 износи 14,4 а фотографска магнитуда 15,2. IC 4697 је још познат и под ознакама MCG 4-43-13, CGCG 142-23, PGC 61560.